# 谭宾录
谭宾录是唐朝唐武宗期間居於成都的胡璩所寫的十卷筆記小說。書名的意思是「與賓客談論的記錄」，本應為「談宾录」，為避唐武宗李談的名諱而改為谭宾录。談宾一詞來源自劉琨的《答盧諶》。該書內容為唐朝人物的軼事，唐玄宗至唐德宗時期內容較為詳細。該書取材自唐國史。而舊唐書和新唐書有不少內容來自谭宾录。谭宾录完整版已散失，太平廣記有收錄120條來自谭宾录的內容。